# Break Free (bài hát)
"Break Free" là một bài hát của nữ ca sĩ người Mỹ Ariana Grande, hợp tác với nhà sản xuất âm nhạc Đức-Nga Zedd. Bài hát được phát hành dưới dạng đĩa đơn thứ hai từ album phòng thu thứ hai của cô, My Everything (2014) vào ngày 3 tháng 7 năm 2014 bởi hãng đĩa Republic. Bài hát được sáng tác bởi Savan Kotecha, Zedd và Max Martin. Bài hát đến được tới vị trí thứ 4 trên Billboard Hot 100, trở thành bài hát thứ ba của cô lọt vào top 10 tại Mỹ.

## Xếp hạng

### Xếp hạng tuần
| Bảng xếp hạng (2014–15)                         | Vị trí cao nhất |
| ----------------------------------------------- | --------------- |
| Úc (ARIA)                                       | 3               |
| Australia Dance (ARIA)                          | 1               |
| Áo (Ö3 Austria Top 40)                          | 5               |
| Bỉ (Ultratop 50 Flanders)                       | 17              |
| Bỉ Dance (Ultratop Flanders)                    | 13              |
| Bỉ (Ultratop 50 Wallonia)                       | 17              |
| Bỉ Dance (Ultratop Wallonia)                    | 2               |
| Brazil (Billboard Brasil Hot 100)               | 81              |
| Canada (Canadian Hot 100)                       | 5               |
| Canada AC (Billboard)                           | 29              |
| Canada CHR/Top 40 (Billboard)                   | 3               |
| Canada Hot AC (Billboard)                       | 10              |
| Croatia (Airplay Radio Chart)                   | 18              |
| Cộng hòa Séc (Rádio Top 100)                    | 30              |
| Cộng hòa Séc (Singles Digitál Top 100)          | 3               |
| Đan Mạch (Tracklisten)                          | 19              |
| Châu Âu Digital Song Sales (Billboard)          | 12              |
| Phần Lan (Suomen virallinen lista)              | 4               |
| Pháp (SNEP)                                     | 27              |
| Trường songid là BẮT BUỘC CHO BẢNG XẾP HẠNG ĐỨC | 12              |
| Ireland (IRMA)                                  | 9               |
| Israel (Media Forest TV Airplay)                | 1               |
| Italy (FIMI)                                    | 16              |
| Japan (Japan Hot 100)                           | 19              |
| Hà Lan (Dutch Top 40)                           | 3               |
| Hà Lan (Single Top 100)                         | 6               |
| New Zealand (Recorded Music NZ)                 | 5               |
| Na Uy (VG-lista)                                | 4               |
| Ba Lan (Polish Airplay Top 100)                 | 9               |
| Ba Lan (Dance Top 50)                           | 19              |
| Scotland (OCC)                                  | 12              |
| Slovakia (Rádio Top 100)                        | 21              |
| Slovakia (Singles Digitál Top 100)              | 3               |
| South Korea International Chart (GAON)          | 12              |
| Tây Ban Nha (PROMUSICAE)                        | 14              |
| Thụy Điển (Sverigetopplistan)                   | 6               |
| Thụy Sĩ (Schweizer Hitparade)                   | 15              |
| Anh Quốc (OCC)                                  | 16              |
| Hoa Kỳ Billboard Hot 100                        | 4               |
| Hoa Kỳ Adult Contemporary (Billboard)           | 26              |
| Hoa Kỳ Adult Pop Airplay (Billboard)            | 23              |
| Hoa Kỳ Dance Club Songs (Billboard)             | 3               |
| Hoa Kỳ Hot Dance/Electronic Songs (Billboard)   | 1               |
| Hoa Kỳ Pop Airplay (Billboard)                  | 4               |
| Hoa Kỳ Rhythmic (Billboard)                     | 15              |
| Venezuela (Record Report)                       | 78              |
| Venezuela English (Record Report)               | 2               |
| Venezuela Pop (Record Report)                   | 16              |

### Xếp hạng cuối năm
| Bảng xếp hạng (2014)                  | Vị trí |
| ------------------------------------- | ------ |
| Australia (ARIA)                      | 39     |
| Austria (Ö3 Austria Top 40)           | 71     |
| Belgium (Ultratop 50 Flanders)        | 96     |
| Belgium Dance (Ultratop Flanders)     | 55     |
| Belgium Dance (Ultratop Wallonia)     | 30     |
| Canada (Canadian Hot 100)             | 33     |
| Germany (Official German Charts)      | 84     |
| Italy (FIMI)                          | 61     |
| Japan (Japan Hot 100)                 | 72     |
| Netherlands (Single Top 100)          | 21     |
| UK Singles (Official Charts Company)  | 86     |
| US Billboard Hot 100                  | 37     |
| US Dance/Electronic Songs (Billboard) | 6      |
| US Mainstream Top 40 (Billboard)      | 26     |